# سودوگدا
شهر سودوگدا (به روسی: Судогда) در کشور روسیه و در اوبلاست ولادیمیر واقع شده‌است.